# Battenbergowie

Coat of arms of the main House of Battenberg

Battenbergowie – niemiecki ród morganatyczny wywodzący się z książęcego rodu Hesse-Darmstadt. Pierwsza osoba noszącą to nazwisko była Julia Hauke, której szwagier wielki książę Ludwik III Heski nadał tytuł hrabiny Battenberg w 1851 roku, mężem Julii Hauke był brat wielkiego księcia - Aleksander. Z powodu mieszczańskiego rodowodu małżeństwo to musiało przyjąć status morganatycznego, a książę Aleksander i jego małżonka przyjęli tytuł książąt Battenbergów w 1858 roku. Większość członków rodziny, zamieszkujących w Wielkiej Brytanii, wyrzekło się swoich niemieckich tytułów w 1917 roku, ze względu na wzrost nastrojów antyniemieckich wśród brytyjskiej opinii publicznej podczas I wojny światowej, i zmienili nazwisko na „Mountbatten”, co jest angielskim synonimem Battenberg.

## Początki rodu
Książę Aleksander (1823–1888) był trzecim synem wielkiego księcia Ludwika II Heskiego i Wilhelminy von Baden, jednak faktycznym ojcem był prawdopodobnie wielki szambelan księcia, baron August von Senarclens de Grancy, kochanek jego matki. Małżonka Aleksandra, Julia Hauke (1825–1895), była córką polskiego hrabiego Maurycego Haukego. Małżeństwo Aleksandra i Julii miało charakter morganatyczny i doszło do niego bez zgody rodziców, z tej racji jej szwagier, wielki książę Ludwik III Heski nadał jej tytuł hrabiny Battenberg (niem. Gräfin von Battenberg), tytuł, który przysługiwał także jej potomkom (dawny ród hrabiów z Battenbergu wyginął w XIV wieku). W 1858 roku tytuł został podniesiony do stanu książęcego.
Dzieci z tego związku nosiły tytuł książąt (niem. Prinz) i tytuły Ich Wysokości (niem. Durchlaucht).

## Genealogia
- Julia Hauke (1825–1895)
  - Maria Battenberg (1852–1923), poślubiła księcia Erbach-Schönberg w 1871
  - Ludwik Battenberg (1854–1921), w 1917 uzyskał tytuł markiza Milford Haven m. Wiktoria Hessen-Darmstadt, córka Ludwika IV wielkiego księcia Hesji i Alicja Koburg
    - Alicja Battenberg (1885–1969), m. Andrzej (książę Grecji i Danii)
      - Filip, książę Edynburga, mąż Elżbiety II, królowej brytyjskiej

    - Ludwika Mountbatten (1889–1965) m. Gustaw VI Adolf król Szwecji
    - Jerzy Mountbatten (1892–1938) 2. markiz Milford Haven m. Nadieżda Mountbatten
      - Tatiana Elisabeth Moutbatten (1917–1988)
      - Dawid Mountbatten (1919–1970), 3. markiz Milford Haven m.1) Romaine Dahlgren Pierce (1923–1975)  2) Janet Mercedes Bryce (ur. 1937)
        - Jerzy Mountbatten (ur. 1961) 4. markiz Milford Haven m. Sarah Georgina Walker (ur. 1961)
          - Tatiana Helen Georgia Mountbatten (ur. 1990)
          - Henry David Louis Mountbatten, hrabia Medyny (ur. 1991)

        - Ivar Mountbatten m. Penelope Anne Vere Thompson (ur. 1966)
          - Ella Louise Georgina Mountbatten (ur. 1996)
          - Alexandra Nada Victoria Mountbatten (ur. 1998)
          - Louise Xenia Rose Mountbatten (ur. 2002)

    - Louis Mountbatten (1900–1979), hrabia Mountbatten Burma m. Edwina Ashley (1901–1960)
      - Patrycja Mountbatten (ur. 1924) m. Jan Knatchbull, 7. baron Brabourne
      - Pamela Mountbatten (ur. 1929) m. Dawid Nightingale Hicks

  - Aleksander I Battenberg (1857–1893), książę Bułgarii 1879
    - Asen von Hartenau (1890–1965)
    - Tsvetana von Hartenau (1893–1935)

  - Henryk Battenberg (1858–1896) m. Beatrycze Koburg
    - Aleksander Mountbatten (1886–1960) markiz Carisbrooke
    - Wiktoria Eugenia Battenberg (1887–1969) m. Alfons XIII Hiszpański
    - Leopold Battenberg (1889–1922)
    - Maurycy Battenberg (1891–1914)

  - Franciszek Józef Battenberg (1861–1924), m. Anna Petrović-Njegoš